# 葉室光忠
葉室 光忠（はむろ みつただ）は、室町時代後期の公卿。権大納言・葉室教忠の子。官位は正三位・権大納言。葉室家16代当主。足利義材の側近公家衆として権勢を振るったが、明応の政変に敗れ、細川政元の命によって殺害された。

## 経歴
文正元年（1466年）3月に右少弁、12月に従五位上に叙任されたが、応仁の乱で父・教忠と共に西軍へ属したため、早くも翌年（1467年）1月に解官されている。その後、足利義視・義材とともに美濃国に下向し、在国中に義視父子との信頼関係を築いたとみられる。
文明11年（1479年）4月、父の懇願から勅免が下り、再び朝廷での出仕を果たして、10月に右中弁となる。同12年（1480年）6月、蔵人に補された後は累進して同18年（1486年）8月に蔵人頭・左大弁に転じた。長享元年（1487年）10月に正四位上、同2年（1488年）9月に弁官兼任のまま参議として公卿に列し、延徳元年（1489年）12月に従三位に叙されている。
延徳2年（1490年）1月、足利義材が後継将軍に内定すると、その意思を奉行衆に仲介する申次として活動を始め、室町幕府における政務決裁（御前沙汰）に関与する。申次を依頼した当事者から礼銭収入を得て財力を蓄えたらしく、同年8月に義視・義材父子の御座所である通玄寺内の新邸に移り、10月には義材と三条西実隆の奏請によって権中納言に昇進した。その拝賀は、殿上人10人が従うなど「希代壮観」であったという。
同3年（1491年）8月、六角高頼討伐のために義材の近江国親征に従軍し、参陣中の12月に正三位に昇叙されたが、翌年（1492年）12月に義材の凱旋に伴って帰洛している。
明応2年（1493年）2月1日、義材の強引な奏請によって、上首18人（現任8人、前官10人）を超越して権大納言に昇進した。これは四条隆量を仕方なく罷免した上での措置であり、当時の公家社会では目を驚かすことであった。翌日に光忠は禁裏で猿楽を主催し、昇進の御礼として太刀などを贈っている。それからまもない2月7日には、畠山基家討伐のために義材の河内国親征が必定となり、15日に光忠は再び従軍した。
ところが、義材の留守の機会を捉え、同年4月22日に細川政元が清晃（後の足利義澄）を擁立してクーデターを起こした（明応の政変）。たちまち大名や奉公衆から離反された義材は、閏4月25日に河内正覚寺で政元の重臣・上原元秀の陣に投降した。そして、29日に光忠は政元の命を受けた元秀によって、正覚寺で殺害された。享年43。なお、京の葉室邸も細川方によって破却されている。

## 人物
光忠は廷臣として宮中行事に参列して官職を望む一方、公家生活を脱して武家側にも手を伸ばし、短期間ながら摂家・寺院・管領などを凌ぐ権勢を握っていた。政元でさえ、光忠の申次を通さずには義材に具申できない有様であり、このような将軍側近としての政務の独占が旧来の幕臣層から恨みを買った。光忠は公武双方から異端視されたが、中世の封建的秩序が破壊され始めるという戦国時代初期の風潮に乗った特異な公家であった。